# Nectriella paludosa
Nectriella paludosa är en svampart som beskrevs av Fuckel 1870. Nectriella paludosa ingår i släktet Nectriella och familjen Bionectriaceae.  Arten är reproducerande i Sverige. Inga underarter finns listade i Catalogue of Life.